# Arkadius
Arkadius ist ein ursprünglich griechischer männlicher Vorname.

## Allgemein
Der Name leitet sich von gr. arkados ab, was „aus Arkadien stammend“ bedeutet. Die weibliche Form ist Arkadia. Der Namenstag des Arkadius wird am 12. Januar (Arcadius von Caesarea), 4. März bzw. am 13. November (Arcadius von Africa) gefeiert.
Es ist vor allem in Polen ein populärer Name und wird dort traditionell Arek abgekürzt.

## Varianten
- Latein, Französisch: Arcadius
- Englisch: Arcadius, Arkady
- Spanisch, Italienisch: Arcadio
- Polnisch: Arkadiusz
- Russisch: Аркадий, in der Umschrift meist Arkadi oder Arkadij

## Bekannte Namensträger

### Arcadius / Arkadius
- Arcadius von Caesarea († 302), frühchristlicher Märtyrer
- Arcadius Rudolf Lang Gurland (1904–1979), deutscher Politikwissenschaftler
- Arkadius Raschka (1975–2015), deutscher Songwriter und Produzent
- Arkadius Maria Wilhelm Spieker (1910–1945), deutscher Ordensangehöriger
- Flavius Arcadius (um 377–408), oströmischer Kaiser
- Aurelius Arcadius (3./4. Jahrhundert), oströmischer Jurist

### Arkadiusz
- Arkadiusz Błacha (* 1971), polnischer Handballspieler
- Arkadiusz Bożek (1899–1954), polnischer Politiker
- Arkadiusz Tomasz Bratkowski (* 1959), polnischer Politiker
- Arkadiusz Czartoryski (* 1966), polnischer Politiker
- Arkadiusz Gołaś (1981–2005), polnischer Volleyballspieler
- Arkadiusz Godel (* 1952), polnischer Fechter
- Arkadiusz Klimek (* 1975), polnischer Fußballspieler
- Arkadiusz Klimek (* 1976), polnischer Comicautor, -zeichner und Illustrator
- Arkadiusz Lisiecki (1880–1930), polnischer Geistlicher
- Arkadiusz Malarz (* 1980), polnischer Fußballspieler
- Arkadiusz Milik (* 1994), polnischer Fußballspieler
- Arkadiusz Miszka (* 1980), polnischer Handballspieler
- Arkadiusz Mucharski (1853–1899) war ein polnischer Musiker, Karikaturist und Maler
- Arkadiusz Mularczyk (* 1971), polnischer Politiker
- Arkadiusz Onyszko (* 1974), polnischer Fußballspieler
- Arkadiusz Piech (* 1985), polnischer Fußballspieler
- Arkadiusz Protasiuk (1974–2010), polnischer Pilot
- Arkadiusz Radomski (* 1977), polnischer Fußballspieler
- Arkadiusz Rybicki (1953–2010), polnischer Politiker
- Arkadiusz Skrzypaszek (* 1968), polnischer Sportler
- Arkadiusz Stempin (* 1964), polnischer Historiker
- Arkadiusz Wojtas (* 1977), polnischer Radrennfahrer

### Arkadi / Arkadij / Arkady
- Arkadi Arkadjewitsch Babtschenko (* 1977), russischer Journalist und Buchautor
- Arkadi Duchin (* 1963), israelischer Musiker
- Arkadi Wladimirowitsch Dworkowitsch (* 1972), russischer Politiker
- Arkady Fiedler (1894–1985), polnischer Schriftsteller
- Arkadi Petrowitsch Gaidar (1904–1941), sowjetischer Schriftsteller
- Arkady Luxemburg (* 1939), moldauisch-amerikanischer Komponist
- Arkadij Naiditsch (* 1985), deutsch-lettischer Schachspieler
- Arkadi Isaakowitsch Raikin (1911–1987), sowjetischer Pantomime und Schauspieler
- Arkadi Romanowitsch Rotenberg (* 1951), russischer Unternehmer
- Arkady Rovner (1940–2019), russisch-amerikanischer Schriftsteller und Philosoph
- Arkadi Natanowitsch Strugazki (1925–1991), sowjetischer Schriftsteller
- Arkadi Iossifowitsch Waksberg (1933–2011), sowjetischer und russischer Publizist
- Arkadi Jurjewitsch Wolosch (* 1964), russischer Informatiker und Unternehmer